# Casal da Madalena
Casal da Madalena é uma pequena aldeia da freguesia de Cernache do Bonjardim com 158 habitantes (2011). Apesar de pequena em dimensão territorial e habitacional, Casal da Madalena é rica em tradições, sendo o grupo dos tambores e o rancho os exemplos mais marcantes, além da serração da velha, das pulhas e das murças.

## Atrações turísticas
A aldeia tem alguns atrativos turísticos, tais como:
- Capela S. Macário e Santa Maria Madalena (padroeiros da aldeia)
- Escola primária
- Fonte dos amores ou dos namorados
- Fonte e lavadouro do Vale da Moura
- Fonte do Marco da Maranha
- Caminho antigo, que liga a Cabeçada à Serra da Santa
- Casas típicas

## Grupos de tambores
Embora não existam certezas absolutas quanto à origem do grupo dos tambores, sabe-se algumas coisas que poderão ajudar a relatar a sua história. Segundo relatos de pessoas mais idosas da aldeia, a tradição dos tambores já era vivida na aldeia pelos seus avós. Por isso, conclui-se que tenha garantidamente 150 anos.
O grupo dos tambores era constituído por jovens rapazes de Casal da Madalena, com a tropa por cumprir e/ou solteiros. Estes juntavam-se numa casa própria (sede), confraternizando e aproveitando o tempo a organizar actividades tais como a divisão do burro, as pulhas, as partidas de carnaval, o enterro do entrudo, a serração da velha, as fogueiras e o cantar dos reis, entre outros.
Ao longo dos tempos tiveram diversas casas como sede. Aí guardavam algum material e os instrumentos, como os pífaros, ferrinhos, pandeiretas e tambores.
É fácil concluir a ligação e a origem da designação “Malta dos Tambores” de Casal da Madalena, pois os tambores, juntamente com os pífaros, o senhor tinto e as chouriças assadas eram peças fundamentais nos convívios por eles realizados. Os convívios eram realizados preferencialmente à noite, depois do trabalho, e iluminados pelas candeias à azeite.
Por vezes, faziam as famosas arruadas ao toque de tambores e pífaros, nas ruas da aldeia e nas aldeias vizinhas. Aí organizavam-se, com um grupo à frente a tocar, os jovens aspirantes a meio e os mais velhos atrás, munidos de cachaporras, salvaguardando possíveis manifestações dos visitados. Os instrumentos usados eram executados por eles e deixados de geração em geração. Os tambores eram feitos com peles de cabrito, curtidas em urina e cinza. Os pífaros eram feitos com canas da índia e os ferrinhos em ferro. Esta rapaziada não era bem vista por algumas pessoas da aldeia pois, quando acontecia alguma coisa de mal, era associado à malta dos tambores.
A partir da década de 1970, este grupo deixou de existir. A geração seguinte não se interessou em continuar estas tradições. Até que, nos últimos anos, um grupo de antigos membros se disponibilizou em reeditar a tradição, adquirindo tambores e organizando as genuínas festas dos tambores.

## A serração da velha
É uma antiga tradição popular, inserida nos rituais de passagem, marcados pelo desejo simbólico de regeneração e renovação. Realiza-se na quaresma, entre o carnaval e a Páscoa.
Um grupo de rapazes forma o cortejo, carregando uma boneca em forma de velha, percorrendo a aldeia durante a noite e visitando a casa das senhoras mais idosas da aldeia.
A rapaziada serra com um serrote de braçal, um cortiço fingindo ser uma velha. Esta pode ser “interpretada” por um outro folião, que, aos berros, pede para não ser serrada. O povo acompanha a encenação com gritos de "serra a velha, serra a velha", "arrepende-te velha a tua hora está a chegar".
Como recompensa, e em troca de tal partida, a velha costumava brindar a rapaziada, lançando pela janela os dejectos do seu penico.

## As pulhas
É um ritual alusivo à época festiva carnavalesca, vivido não só em Casal da Madalena como em outras paragens. Consistia em partilhar, de forma fictícia e alegórica, as diversas partes de um burro morto a determinados “sortudos” da aldeia, que se destacavam pelos bons e maus motivos, aspecto, profissão, etc.
A rapaziada dirigia-se para os locais mais elevados da aldeia, nomeadamente, o Cerro (hoje Rua Santa Maria Madalena), Cabeço Cinzeiro, Cabeçada. Aí, munidos de um funil (cabaça) proclamavam, oferecendo em forma de verso, as partes do burro mais adequadas a cada pessoa.

## As murças
Era um traje típico e genuíno em forma de capucho concebido e usado pelas mulheres casaleiras. As murças, colocadas sobre a cabeça, visavam proteger a cabeça, costas e braços das mulheres do campo dos invernos chuvosos e frios. Eram preferencialmente usadas quando da apanha da azeitona.
Este traje era executado por poucas pessoas da aldeia. Estas começavam por espalhar o pano bastante espesso numa ampla sala. Aí cortavam as diversas faixas que compõem a murça e costuravam posteriormente.
Ainda hoje, as murças são associadas às mulheres casaleiras.